# Bob Symes

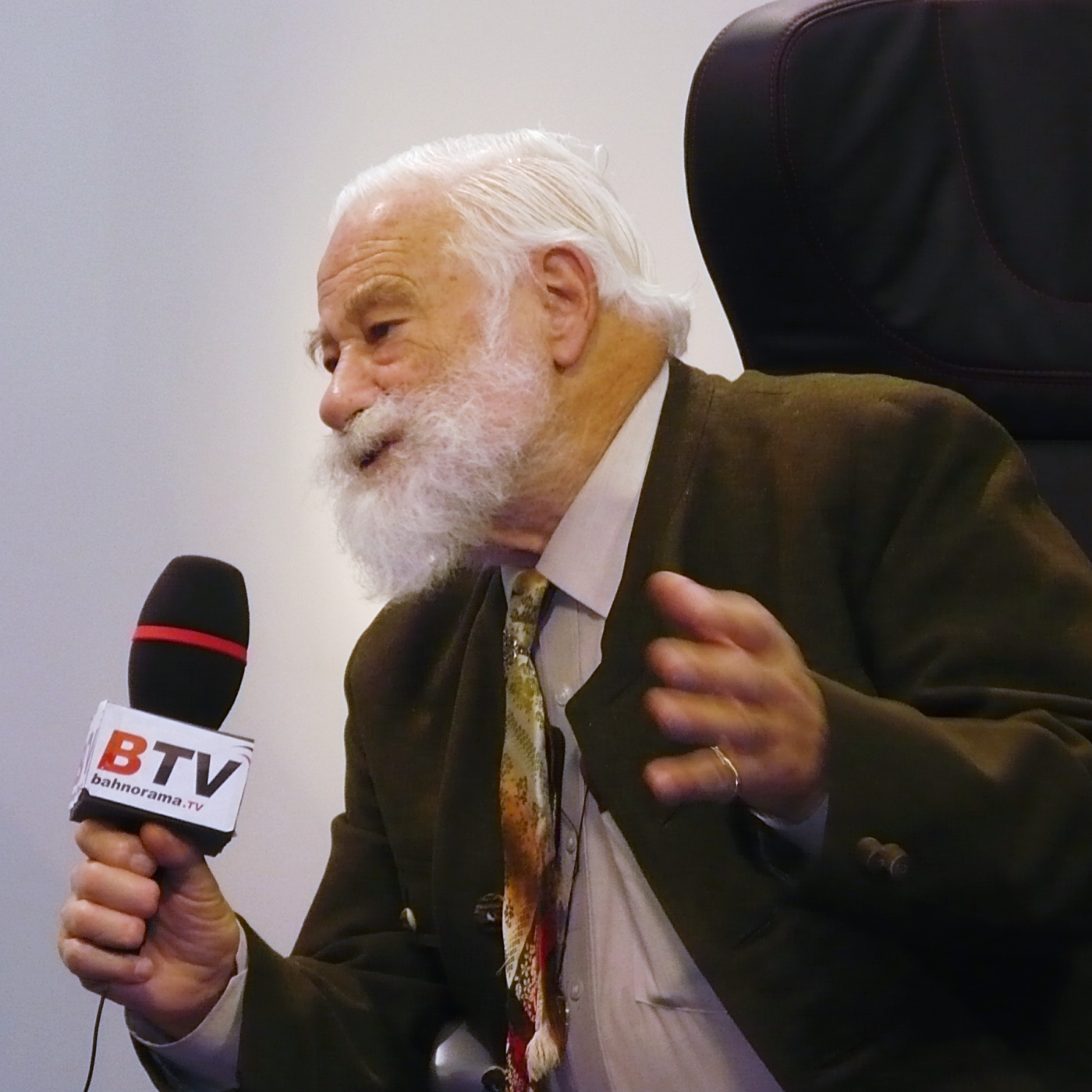
Bob Symes bei einem Interview in Wien, 2008

Bob Symes (* 6. Mai 1924 als Robert Alexander Schutzmann in Wien; † 19. Januar 2015) war ein österreichisch-britischer Erfinder, Journalist und Eisenbahnfreund. Durch sein Auftreten in verschiedenen Fernsehsendungen (z. B. bei der BBC-Wissenschafts- und Technikshow Tomorrow's World) wurde er beim britischen TV-Publikum bekannt.
Symes, der sich später auch Baron Schutzmann von Schutzmansdorff nannte, wurde in Wien als Sohn des Rechtsanwaltes Herbert Schutzmann (1890–1937) und der Schriftstellerin Lola Blonder (1894–1998) geboren. Symes emigrierte 1938 nach Palästina und 1948 nach Großbritannien.
Vor allem in Eisenbahnfankreisen konnte er sich durch publizistische Aktivitäten einen Namen machen. Seit der Wiederinbetriebnahme einer Eisenbahnstrecke in England in den 1970er Jahren war er dem deutschsprachigen Publikum vor allem durch die Produktion und Moderation der Bahnorama-Eisenbahnfilme vertraut und galt neben Hagen von Ortloff, dem Moderator der Reihe Eisenbahn-Romantik, als einer der prominentesten deutschsprachigen TV-Moderatoren im Eisenbahnbereich.
Symes war an der in Österreich ansässigen Bahnorama-Herstellerfirma SH-Production Symes Schutzmann & Co KEG handelsrechtlich beteiligt. Er starb am 19. Januar 2015 im Alter von 90 Jahren an den Folgen einer Krebserkrankung.